# Sindrome da acquisto compulsivo
La sindrome da acquisto compulsivo è un disturbo del controllo degli impulsi che indica il desiderio compulsivo di fare acquisti, anche denominato shopping compulsivo, acquisto compulsivo, shopping-dipendenza o "shopaholism".
È noto anche con il termine oniomania (dal greco onios = "in vendita," mania = follia) coniato dallo psichiatra tedesco Emil Kraepelin. Kraepelin, con lo psichiatra svizzero Eugen Bleuler, identificò per la prima volta i sintomi associati all'oniomania nel corso del tardo diciannovesimo secolo.

## Storia
Secondo il medico tedesco Max Nordau, lo psichiatra francese Valentin Magnan ha coniato il termine "oniomania" nella traduzione tedesca del 1892 delle sue Psychiatric Lectures (Psychiatrische Vorlesungen). Magnan descrive l'acquisto compulsivo come un sintomo di degenerazione. Nel suo libro Degeneration (1892), Nordau chiama oniomania o "mania degli acquisti" uno "stigma della degenerazione". Emil Kraepelin descrisse l'oniomania a partire dal 1909, e lui e Bleuler includevano entrambi la sindrome nei loro influenti primi libri di testo psichiatrici. Tuttavia, il CBD ha suscitato scarso interesse fino agli anni '90 e anche nel 21º secolo lo shopping compulsivo può essere considerato una malattia mentale a malapena riconosciuta.

## Descrizione
Non è riconosciuto come un disturbo dalla American Psychiatric Association (APA), manuale DSM-5; nonostante questo abbia ricevuto una notevole attenzione dei media.
I soggetti che presentano questo disturbo, soprattutto donne di giovane età, se inizialmente comprano per il piacere che si ricava da un nuovo acquisto, in seguito riportano uno stato di tensione crescente, ed il desiderio di comprare diventa un impulso irrefrenabile.
In seguito all'acquisto compulsivo di oggetti d'ogni tipo, che il più delle volte vengono messi da parte o regalati oppure buttati via, si riscontrano molto spesso sentimenti di colpa e vergogna.
È stata in particolare la studiosa statunitense S.L. McElroy ad occuparsi di questo fenomeno, proponendo i seguenti criteri diagnostici per distinguere le persone che praticano lo shopping come una normale attività, da quelle per cui esso assume caratteristiche patologiche:
1. La preoccupazione, l'impulso o il comportamento del comprare non adattivi esperiti come irresistibili, intrusivi o insensati; comprare frequentemente al di sopra delle proprie possibilità oggetti inutili (o di cui non si ha bisogno), per un periodo di tempo più lungo di quello stabilito.
2. La preoccupazione, l'impulso o l'atto del comprare causano stress marcato, fanno consumare tempo, interferiscono significativamente con il funzionamento sociale e lavorativo o determinano problemi finanziari (indebitamento o bancarotta).
3. Il comprare in maniera eccessiva non si presenta esclusivamente durante i periodi di mania o ipomania.

## Shopping compulsivo online[16][18]
Nonostante lo shopping compulsivo fosse presente ben prima dello sviluppo delle nuove tecnologie, l’avvento di Internet ha portato ad un’importante amplificazione del fenomeno. Infatti, Internet permette alle persone di acquistare un’infinità di prodotti dai negozi di tutto il mondo in “tempo reale” e comodamente da casa attraverso l’ausilio di una carta di credito o di una carta prepagata.
Lo shopping compulsivo online rientra nelle dipendenze da internet sviluppate nella fase di osservazione-ricerca del modello evolutivo proposto da Lavenia. In questa fase, il soggetto si avvale di Internet in modo passivo, consultandone i contenuti senza apportarne di propri.

## Caratteristiche
Il CBD è spesso in comorbilità con umore, ansia, abuso di sostanze e disturbi alimentari. Le persone che ottengono un punteggio elevato su scale di acquisto compulsivo tendono a capire male i propri sentimenti e hanno una bassa tolleranza per stati psicologici spiacevoli come stati d'animo negativi. L'esordio del CBD si verifica tra la fine dell'adolescenza e l'inizio dei vent'anni d'età ed è generalmente cronico. Il disturbo da acquisto compulsivo di solito colpisce principalmente i giovani, poiché diversi rapporti riportano che la maggior parte degli intervistati ha un'età compresa tra 17,5 e 19 anni. Il fenomeno degli acquisti compulsivi tende a colpire le donne piuttosto che gli uomini. I suddetti rapporti su questo argomento hanno indicato che il predominio del gruppo di maggioranza è così grande da rappresentare circa il 90% della fascia demografica colpita. Zadka e Olajossy, suggeriscono la presenza di diverse tendenze simili tra il manierismo di tipo consumistico e il consumo patologico di elementi psicoattivi. Queste tendenze includono un costante bisogno di consumare, dipendenza personale e un'affinità con la mancanza di senso di controllo sul comportamento personale. Inoltre, Zadka e Olajossy hanno affermato che si potrebbe concludere che gli individui affetti da questo disturbo si trovano spesso nella seconda decade e nella quarta decade della loro vita e mostrano manierismi simili alla personalità nevrotica e ai disturbi del controllo degli impulsi.
Il CBD è simile, ma distinto dall'accumulo di DOC e dalla mania. L'acquisto compulsivo non si limita alle persone che spendono oltre i propri mezzi; include anche le persone che trascorrono una quantità eccessiva di tempo a fare acquisti o che pensano cronicamente all'acquisto di cose ma non le acquistano mai. Trattamenti promettenti per il CBD includono farmaci come gli inibitori selettivi della ricaptazione della serotonina (SSRI) e gruppi di supporto come Debtors Anonymous.
La ricerca ha rivelato che dall'1,8 all'8,1% della popolazione adulta generale ha il CBD e che mentre l'esordio abituale è la tarda adolescenza o la prima età adulta, è spesso riconosciuto come un problema che si sviluppa in età più avanzata nella vita.

## Distinzioni
Il disturbo da acquisto compulsivo è strettamente associato a impulsi eccessivi o mal gestiti relativi all'acquisto degli articoli e alla spesa di valuta in qualsiasi forma; attraverso il digitale (con dispositivi fissi o mobili), con carta di credito o in contanti.
Nell'acquisto compulsivo sono state identificate quattro fasi: anticipazione, preparazione, acquisto e spesa.
- La prima fase riguarda la preoccupazione per l'acquisto di un articolo specifico o per lo shopping in generale.
- La seconda fase l'individuo pianifica l'escursione di shopping.
- La terza fase è l'evento di acquisto vero e proprio.
- La quarta fase è completata dai sentimenti di eccitazione legati alla spesa per gli oggetti desiderati[28].

## Cause
Il CBD ha spesso radici nelle prime esperienze. Al disturbo sono stati collegati anche il perfezionismo, l'impulsività generale, la compulsività, la disonestà, l'insicurezza e la necessità di ottenere il controllo. Da un punto di vista medico, si può concludere che il disturbo del controllo impulsivo è attribuito al desiderio di uno stimolo positivo. Il normale metodo di funzionamento in un cervello sano è che la regolazione della corteccia frontale gestisce l'attività gratificante. Tuttavia, negli individui con disturbi del comportamento, questo particolare sistema non funziona correttamente. Gli scienziati hanno riferito che gli acquirenti compulsivi hanno un'attività mutevole significativa in quest'area del cervello.
L'acquisto compulsivo sembra rappresentare una ricerca di sé nelle persone la cui identità non è né fortemente sentita né affidabile, come indicato dal modo in cui gli acquisti spesso forniscono marcatori di identità sociale o personale. Quelli con disturbi associati come PTSD/CPTSD, ansia, depressione e scarso controllo degli impulsi sono particolarmente propensi a tentare di trattare i sintomi di bassa autostima attraverso lo shopping compulsivo.
Altri, invece, obiettano che tali spiegazioni psicologiche per l'acquisto compulsivo non si applicano a tutte le persone con CBD.
Anche le condizioni sociali svolgono un ruolo importante nel CBD, l'ascesa della cultura del consumo che contribuisce alla visione dell'acquisto compulsivo come una dipendenza specificamente postmoderna, in particolare per quanto riguarda le piattaforme di acquisto su Internet.
Le carte di credito prontamente disponibili consentono una spesa occasionale al di là delle proprie possibilità e alcuni suggerirebbero che l'acquirente compulsivo dovrebbe bloccare o distruggere del tutto le carte di credito. Lo shopping online facilita anche il CBD, con la dipendenza dalle aste online, utilizzato per sfuggire a sentimenti di depressione o colpa, diventando un problema riconoscibile.
Ciò che differenzia il CBD da uno shopping sano è la natura compulsiva, distruttiva e cronica dell'acquisto. Laddove lo shopping può essere un percorso positivo per l'espressione di sé, in eccesso rappresenta una pericolosa minaccia.

## Materialismo e ricerca dell'immagine
Una prospettiva psicologico-sociale suggerisce che l'acquisto compulsivo può essere visto come una forma esagerata di una ricerca più normale di convalida attraverso l'acquisto Inoltre, le pressioni derivanti dalla diffusione dei valori materialisti e della cultura del consumo negli ultimi decenni possono spingere le persone a fare acquisti compulsivi.
Le aziende hanno adottato un neuromarketing aggressivo associando l'identificazione di uno status sociale elevato all'acquisto di articoli. Si sforzano di far emergere un tale individuo come una sorta di eroe popolare per avere la capacità di acquistare diversi oggetti. Di conseguenza, secondo Zadka e Olajossy, l'atto dello shopping è poi associato alla sensazione di essere di uno status sociale più elevato o a quella di uno che scala i ranghi sociali. Zadka sostiene che queste aziende stanno approfittando della fragilità dell'ego delle persone nel tentativo di convincerle a spendere i loro soldi.

## Sintomi e decorso
Sono stati proposti criteri diagnostici per l'acquisto compulsivo:
1. Eccessiva preoccupazione per l'acquisto.
2. Distress o menomazione a seguito dell'attività.
3. L'acquisto compulsivo non si limita agli episodi ipomaniacali o maniacali[42].
4. Costante ossessione per l'acquisto oltre ad essere sempre insoddisfatto.

Sebbene inizialmente innescato da un forse lieve bisogno di sentirsi speciali, il fallimento dello shopping compulsivo per soddisfare effettivamente tali esigenze può portare a un circolo vizioso di escalation, con loro che sperimentano gli alti e bassi associati ad altre dipendenze. Il "massimo" degli acquisti può essere seguito da un senso di delusione e di colpa, precipitando un ulteriore ciclo di acquisti impulsivi. La persona ora dipendente che prova sempre più emozioni negative come rabbia e stress, può tentare di auto-medicarsi attraverso ulteriori acquisti, seguiti di nuovo da rimpianto o depressione una volta tornati a casa, portando a un bisogno di acquistare di più. I suddetti sintomi sono ulteriormente aggravati dalla disponibilità di denaro attraverso l'accesso a carte di credito e prestiti bancari agevolati.
Man mano che il debito cresce, lo shopping compulsivo può diventare un atto più segreto. Nel punto in cui i beni acquistati vengono nascosti o distrutti, perché l'interessato si vergogna della propria dipendenza, il prezzo della dipendenza in termini mentali, finanziari ed emotivi diventa ancora più alto.
Si osserva che gli individui che possono essere considerati dipendenti dallo shopping esibiscono impulsi ripetitivi e ossessivi ad andare a comprare oggetti, specialmente quando si trovano nelle vicinanze di un ambiente che supporta questa impresa, come un centro commerciale. In tali località, acquistano principalmente cose economiche e di basso valore, principalmente solo per soddisfare la voglia di spendere. Normalmente, questi articoli finiscono per essere restituiti al negozio da cui sono stati portati o semplicemente smaltiti completamente dopo un po' di tempo. Tuttavia, secondo Zadka e Olajossy, questo funziona raramente poiché è noto che questi individui hanno una bassa autostima.

## Conseguenze
Le conseguenze degli acquisti compulsivi possono essere devastanti. Ulteriori problemi possono includere storia creditizia rovinata, furto o defalcazione di denaro, prestiti inadempienti, problemi finanziari generali e in alcuni casi fallimento o indebitamento estremo, nonché ansia e senso di vita che sfuggono al controllo. Lo stress che ne deriva può portare a problemi di salute fisica e relazioni rovinate, o addirittura al suicidio.

## Trattamento
Il trattamento prevede la presa di coscienza della dipendenza attraverso lo studio, la terapia e il lavoro di gruppo. La ricerca condotta da Michel Lejoyeux e Aviv Weinstein suggerisce che il miglior trattamento possibile per il CBD è attraverso la terapia cognitivo-comportamentale. Suggeriscono che un paziente venga prima "valutato per la comorbidità psichiatrica, in particolare con la depressione, in modo che possa essere istituito un trattamento farmacologico appropriato". La loro ricerca indica che i pazienti che hanno ricevuto una terapia cognitivo-comportamentale per 10 settimane hanno ridotto gli episodi di acquisto compulsivo e hanno trascorso meno tempo a fare acquisti rispetto ai pazienti che non hanno ricevuto questo trattamento.
Lejoyeux e Weinstein scrivono anche di trattamento farmacologico e studi che mettono in discussione l'uso di farmaci sul CB. Dichiarano che "pochi studi controllati hanno valutato gli effetti del trattamento farmacologico sull'acquisto compulsivo e nessuno ha dimostrato l'efficacia di alcun farmaco". Il trattamento più efficace consiste nell'assistere alla terapia e al lavoro di gruppo per prevenire la prosecuzione di questa dipendenza.
Ben Hague riporta che la terapia di gruppo ha prodotto i risultati più alti per quanto riguarda il trattamento del disturbo da acquisto compulsivo. Afferma che la terapia di gruppo ha contribuito per circa il 72,8% al cambiamento positivo nella riduzione degli impulsi di spesa compulsiva. Inoltre, osserva che la psicoterapia potrebbe non essere il trattamento di scelta per tutti i pazienti con disturbo d'acquisto compulsivo poiché anche l'adeguatezza del metodo di trattamento al paziente è una considerazione importante. Ritiene che i trattamenti del disturbo siano necessari per fornire una certa riflessione sul contesto in cui si manifesta questo fenomeno.
Gli inibitori selettivi della ricaptazione della serotonina come fluvoxamina e citalopram possono essere utili nel trattamento del CBD, sebbene le prove a disposizione siano contrastanti. Gli antagonisti degli oppioidi come il naltrexone e il nalmefene sono potenziali trattamenti promettenti per il CBD. Tuttavia, una revisione ha concluso che le prove sono limitate e insufficienti per supportarne l'uso. Il naltrexone e il nalmefene hanno anche mostrato efficacia nel trattamento della dipendenza dal gioco, un disturbo associato.

## Esempi storici
- Mary Todd Lincoln (1818–1882), moglie del presidente degli Stati Uniti Abraham Lincoln, era dedita allo shopping, accumulava (e nascondeva) grandi fatture a credito, provava una gioia maniacale per le spese folli, seguita da reazioni depressive di fronte ai risultati[63].